# Palais Nesselrode

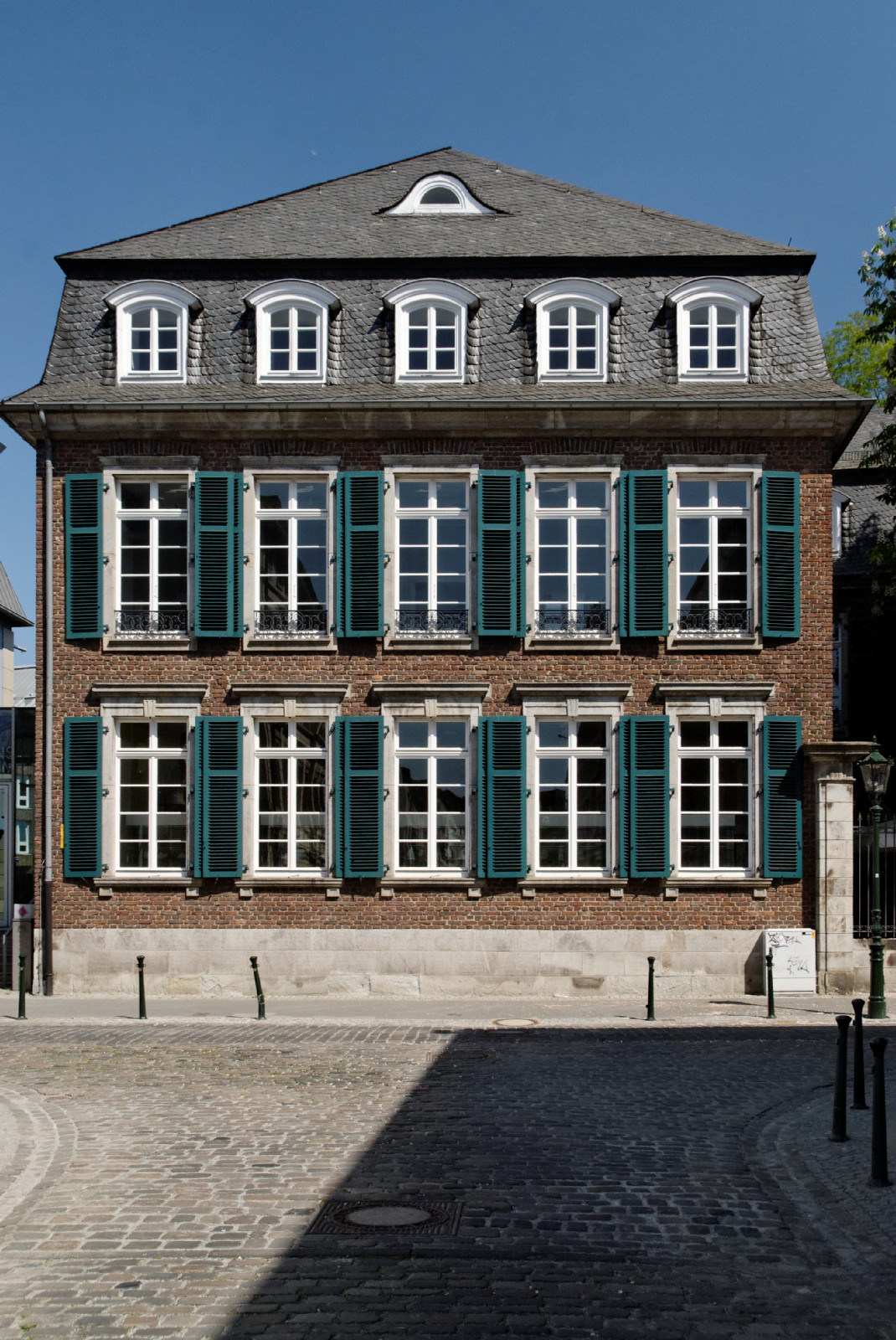
Westflügel des Palais Nesselrode als Point de vue der Citadellstraße, 2011

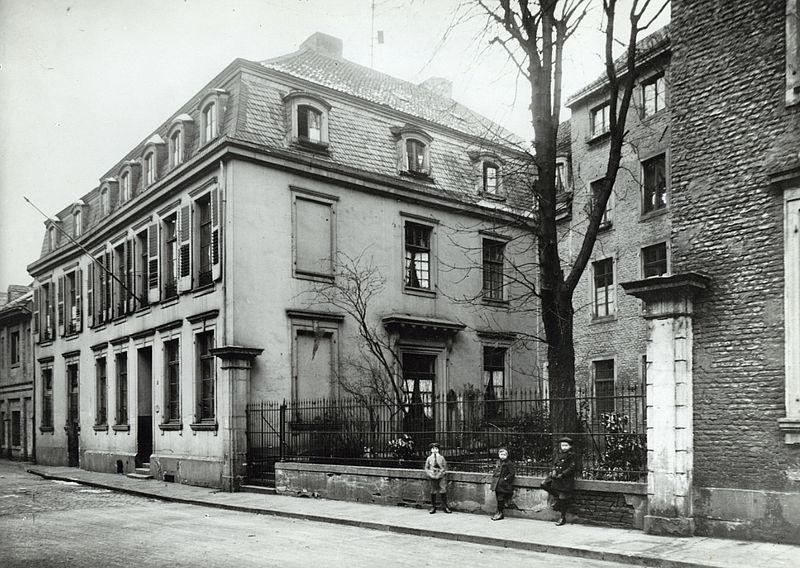
Palais Nesselrode an der Schulstraße, Foto 1910

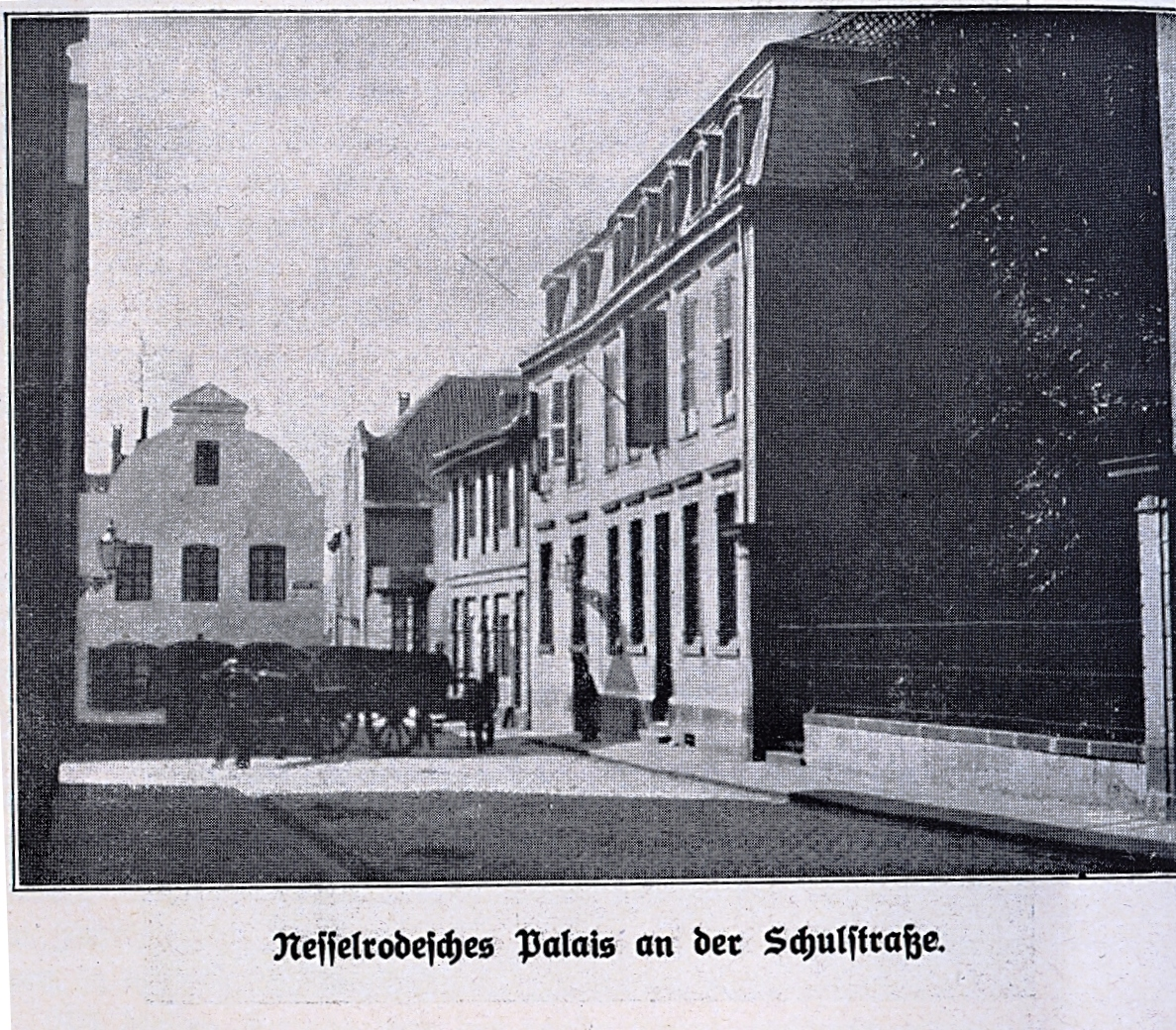
Palais Nesselrode, 1911

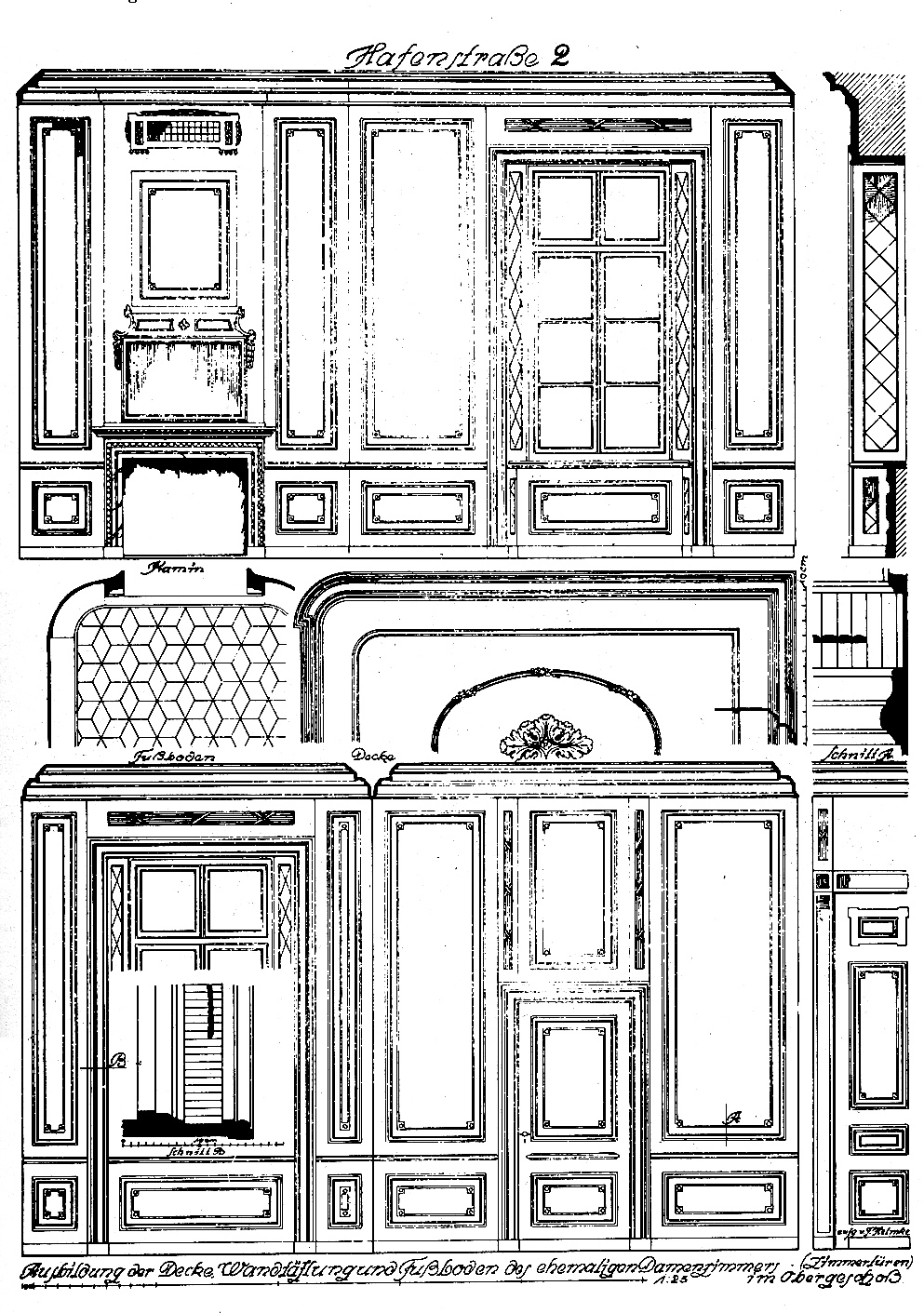
Ausbildung der Decke, Wandtäfelung und Fußboden des ehemaligen Damenzimmers im Obergeschoss

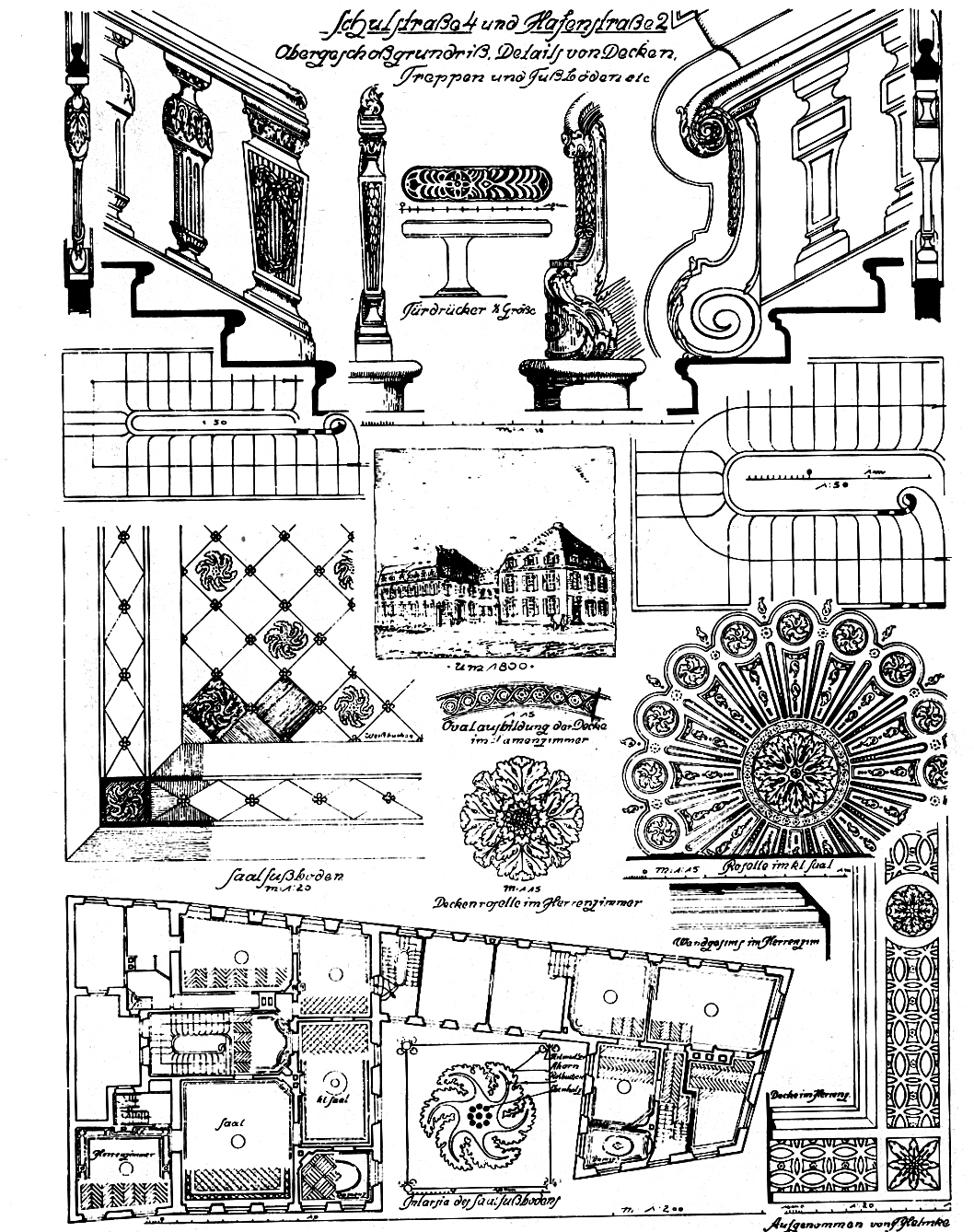
Obergeschossgrundriss, Details von Decken, Treppen und Fußböden etc.

Das Palais Nesselrode an der Schulstraße 4 und Hafenstraße 2 in Düsseldorf-Carlstadt ist ein historisches Stadtpalais. Das im Zweiten Weltkrieg beschädigte Backsteinhaus, das über zwei Hauptgeschosse und ein Geschoss im Mansarddach verfügt, wurde wieder aufgebaut und beherbergt heute das Hetjens-Museum. Seine dreiteilige Anlage, die aus zwei durch einen schmalen Mittelteil miteinander verbundene, pavillonartige Gebäudeflügel besteht, ist unregelmäßig um einen kleinen Ehrenhof gelagert. Für den Bau diente das Schloss Benrath im Stil des Rokoko-Klassizismus als Vorbild. Das Doppelhaus an der Schulstraße 4 und Hafenstraße 2 bildete die „einzige nach der Straße offene Hofanlage in Düsseldorf“.

## Geschichte
Das Haus gehörte dem Grafen von Nesselrode zu Ehreshoven und war um 1685 auf der ehemaligen Zitadelle errichtet worden. Von 1775 bis 1782 wurde das Palais vom Professor der Bauschule an der Düsseldorfer Akademie, Joseph Erb, umgebaut und vergrößert. Als Düsseldorf unter Napoleon die Hauptstadt des Großherzogtums Berg war, diente es im Jahre 1809 teilweise den Zwecken der Präfektur des Rhein-Departments. In den Freiheitskriegen befand sich in dem Palais das Hauptquartier des dänischen Armeekorps. Danach erwarb es die Stadt, die das Haus vollständig renovieren ließ. 1911 bewohnte eine kleine Näherin den ehemaligen Festsaal im Obergeschoss des Palais, dabei diente ein kleiner Nebenraum als Werkstatt. Im Unterhaus waren noch einige Säle durch dünne Wände in mehrere Zimmer für kleinere Familien unterteilt worden. Im Zweiten Weltkrieg wurde das Palais Nesselrode zerstört und 1964 bis 1968 unter Verwendung alter Materialien vom Architekten Helmut Hentrich wieder aufgebaut. Das Gebäude steht heute unter Denkmalschutz.

## Baubeschreibung
Hans Müller-Schlösser beschreibt die Architektur des Palais: Es galt als das „große, stattliche Haus Nummer 4“, wobei die Innenarchitektur des Palais noch fast vollständig erhalten geblieben war. Das Gebäude hatte hohe Fenster mit grünlichem Glas und eine große mit Steinplatten gepflasterte Diele. Eine breite Treppe, die zum Festsaal im Obergeschoss führte, zeigte ein „kunstvoll geschwungenes, handgearbeitetes Geländer, das der damalige Handwerksmeister für die Ewigkeit gemacht zu haben“ schien. Der Festsaal zeichnete sich noch durch den „prächtigen, alten Parkettboden“ aus, der noch vollständig erhalten geblieben war. Dieser bestand aus „Ebenholz, Eichenholz und Perlmutterplättchen. Diese drei Materialien sind zu originellen Blumenornamenten in der zierlichsten Weise zusammengesetzt. Wohl in keinem Düsseldorfer Hause wird sich ein gleicher oder auch nur ein ähnlicher Parkettboden heute noch finden“. Die „alte, einfache Stuckdecke“ wurde jedoch tapeziert. Die alten, kostbaren Tapeten an den Wänden – „wahrscheinlich alte, handgemalte Empireoriginale“ – waren durch einen Anstreichermeister verdorben worden.
Hans Vogts beschreibt das Palais, das sich durch „seine vorzügliche Raumdisposition“ auszeichnete. Das Treppenhaus galt als Kennzeichen für die Düsseldorfer Innenarchitektur der damaligen Zeit, das „lichtdurchflutete Treppenhaus [war] für die Düsseldorfer Wohnungsbaukunst typisch.“
Paul Sültenfuß beschreibt insbesondere. Es zeige eine klassizistische Zeichnung der Einrahmung, der Konsolen, Profile, vor allem der Rosetten in Kassetten in der Unteransicht der Portalbekrönung. Beeinflusst sei dieses Portal durch das Schloss Benrath und durch das Portal von St. Andreas.
Die Stallungen und Remisen waren laut Ferber im Hofe des gegenüberliegenden Hauses Citadellstraße 3. Hinter dem Palais befand sich einst der Hafen. Die Lage des Hafens und der Lauf der Hafen- und Schulstraße ergaben den spitzwinklig zulaufenden Bauplatz.
Der linke Bauflügel des Doppelhauses bildete den Abschluss der einmündenden Citadellstraße. Der Bau reichte jedoch über die Breite der Citadellstraße hinaus, daher wurden die fünf Achsen, die noch in das Straßenbild fielen, oben in einer „eigenen pavillonartigen Dachlösung“ zusammengefasst: „Städtebaulich eine sehr glückliche Lösung“.
Der auf der Rückseite befindliche mittlere Verbindungsflügel des Hofes sowie der rechte Seitenbau der Hafenstraße hatten früher ein Mansarddach, das durch ein drittes Obergeschoss ersetzt wurde. Die Aufstockung zerstörte das einheitliche Erscheinungsbild: „Das frühere geschlossene schöne Bild ist dadurch nicht unwesentlich beeinträchtigt worden“.
Klassizistische Pfeiler rahmten den Hof ein. Eine Freitreppe führte aus dem Hof auf der linken Seite in den Hauptbau, in ein großes Vestibül. Von dort war das Treppenhaus zu erreichen. Seitlich gelangte man in ein Empfangszimmer, daran anschließend, auf der Straßenseite in einen Saal und in ein drittes Zimmer.
Aus der rückwärtigen Lage der Wirtschafts- und Küchenräume ist anzunehmen, dass eines der beiden auf der Straßenseite befindlichen Zimmer, seitlich vom Empfangszimmer, als Esszimmer verwendet wurde.
Über dem Vestibül im Obergeschoss befand sich der kleine Saal, der bei größeren Gesellschaften auch als Speisesaal diente. Daran anschließend befanden sich die Damenzimmer, der große Saal und das Zimmer des Hausherrn.
Auf der anderen Seite des Treppenhauses, nach dem Hafen zu, befanden sich über den unteren Wirtschaftsräumen verschiedene Schlafzimmer. Bemerkenswert waren dort die Parkettböden und die herrschaftlichen Räume.
Der rechts vom Hof befindliche Flügel an der Hafenstraße war als Gästequartier gedacht. Dieser hatte Eingänge sowohl von der Hafenstraße wie aus dem Binnenhof der beiden Flügelbauten. Er hatte wie der Eingang des linken Hauptbaues ein eigenes Vestibül und zwar im mittleren Verbindungsflügel. Von dort aus verlief ein schmaler Korridor zum Treppenhaus des Mittelbaues, von dort ein Durchgang zum Vestibül des linken Flügelgebäudes.
Im Obergeschoss des Mittelbaus befanden sich Zimmer für Wirtschafts- und Dienstboten. Das Palais bestand ursprünglich aus zwei selbstständigen Gebäuden. Das Haus auf der linken Seite reichte bis zum Durchbruch zum Treppenhaus des Verbindungsflügels und hatte für die Wirtschaftsräume auf der Rückseite hinter dem großen Treppenhaus einen kleinen Wirtschaftshof.
Der Einfluss von Schloss Benrath auf die Inneneinrichtung des Nesselroder Hofes war bedeutend. So für das Damenzimmer im Seitenflügel und das Treppenhaus.

„Ein gleicher Reiz liegt über dem kleinen Damenzimmer des einen Seitenflügels des Nesselroder Hofes Hafenstr. 2 ausgebreitet.(Tafel 37). Man vergleiche die rechteckigen schlichten Wandfelder, den Kaminaufbau, Deckenhohlkehlen und Deckenschmuck mit den erwähnten Zimmern zu Benrath! Das grosse Treppenhaus des gegenüber liegenden Flügels Schulstr. 4 […] zeigen eine Verwandte rechteckige Wandaufteilung und ebenso wird an den Rostten- und Wandschmuck an den Decken beider Häuser mit Schloss Benrath in Verbindung bringen müssen. Das grosse handwerkliche Können dieser Zeit zeigt sich vor allem aber in der soliden Ausführung der Parkettfussböden des Nesselroder Hofes, an erster Stelle im grossen Saale des ersten Obergeschosses: (Tafel 36) eine Rosettenintarsia in einem Schachbrettmuster aus Weiss- und Rotbuche, Ahorn und Perlmutter. Man vgl. damit die […] Zeichnung der Fussböden in den Haupträumen des Benrather Schlosses und auch den Fussboden vor dem Kamin im Haus Pempelfort, wo übrigens auch die Lösung des Mansardenraumes über dem Pavillon des vorspringenden Gartensaales eine grosse Verwandtschaft mit den Benrather Dachzimmern aufweist (Tafel 43). […] Das Treppenhaus des Hauptflügels des Nesselroder Hofes zusammen mit den hohen Fenster gehört zu den schönsten Raumgebilden der Zeit Karl Theodors in Düsseldorf und die Treppe selbst durch ihren Schmuck wie die Anordnung der Antrittsstufen und die Einfügung der Stufen in die Wangen und das Steigungsverhälnis wohl die eleganteste und bequemste Anlage ihrer Art in der Stadt. Da die Ausbildung des Treppenhauses als einheitlicher Raumkörper einer der bezeichnenden Faktoren der Baukunst des 18. Jahrhunderts ist, habe ich zur besseren Übersicht versucht, zeichnerisch eine geschichtliche Zusammenstellung von Treppen und Düsseldorfer Häusern in Zusammenhang noch einmal vorzunehmen.“